# Mała syrena
Mała syrena (jap. アンデルセン童話 にんぎょ姫 Anderusen Dōwa Ningyo Hime) – japoński film anime. Adaptacja baśni Hansa Christiana Andersena Mała syrenka.

## Obsada (głosy)
- Fumie Kashiyama jako Marina
- Taro Shigaki jako Książę
- Haruko Kitahama jako Wiedźma

## Wersja polska
- Reżyser dubbingu: Mirosław Bartoszek
- Teksty piosenek: Tadeusz Dobrzyński
- Dialogi: Alicja Karwas
- Dźwięk: Anatol Łapuchowski
- Montaż: Henryka Gniewkowska
- Kierownik produkcji: Bożena Dębowska

Głosów użyczyli:
- Ewa Adamska
- Hanna Bedryńska
- Tomasz Fogiel
- Andrzej Herder
- Jerzy Przybylski
- Barbara Wałkówna
- Marian Wojtczak

i inni
Źródło: